# José García Montes
José Luis García Montes (ur. 14 maja 1998 w San Buenaventura) – meksykański piłkarz występujący na pozycji środkowego pomocnika, od 2021 roku zawodnik Gavilanes.